# Torre della Fara
La Torre della Fara è sita nella località Torre della Fara nel comune di Celenza sul Trigno in provincia di Chieti. La torre è posta presso il fiume Trigno ed il tratturo Ateleta-Biferno ed era in collegamento visivo con centri limitrofi e con il monastero di Santa Maria del Canneto di Roccavivara (Molise).

## Storia
La torre risale al XII secolo. Anche se il toponimo richiama la fara longobarda è, tuttavia, arduo identificare l'epoca di costruzione del sito.

## Descrizione
La torre ha una struttura cilindrica ed è realizzata in pietra, ma sono utilizzati anche frammenti lapidei per incorniciare le aperture e le feritoie. La torre è alta 15 metri e con diametro di 6 metri. La torre è priva di mura a scarpa e, ad un terzo dell'altezza vi è un'apertura la quale, verosimilmente, si tratta di un ingresso sopraelevato. Inoltre, nell'interno vi sono i fori ove appoggiavano le travi per il sostegno dei vari livelli. La copertura all'interno è a volta con calotta ribassata. L'utilizzo della malta nella Torre della Fara diminuisce con l'altezza così come diminuisce lo spessore dei muri sempre col crescere dell'altezza.